# Étienne de Vaux (seigneur de Joinville)
Pour les articles homonymes, voir Étienne de Vaux et Devaux.
 (juin 2018).
Étienne de Vaux décédé après 1027, est le premier sire de Joinville connu. Jean de Joinville, le chroniqueur de Louis IX est l’un de ses descendants.

## Biographie
Il serait originaire de Vaux-sur-Saint-Urbain, petit village situé à une quinzaine de kilomètres de Joinville.
Très apprécié pour ses qualités guerrières, particulièrement par ses puissants voisins, la Maison de Brienne, connus pour leurs brigandages dans la région, il devint le commensal et l’ami du comte de Brienne, dont il épousa une sœur, fille d'Engelbert III de Brienne et d'Alix de Sens. Déjà en possession de l'avouerie de l'abbaye de Saint-Urbain, il reçoit du comte de Brienne une partie de l’avouerie de l’abbaye de Montier-en-Der et celle de la vallée de la Blaise. 
Il s'installa par la suite non loin du lieu de sa naissance, à Joinville, dont il commença la construction du grand château vers 1030.
Les avantages qu’il tirait de ces fonctions étaient maigres et Étienne de Vaux n’hésita pas à s’attribuer terres et revenus supplémentaires, en spoliant de leurs biens les moines et autres religieux de la région, biens que justement il devait protéger pour eux.
Malgré les plaintes répétées de l’Église, outrée par ses excès, Étienne de Vaux, imitant en cela les Brienne, ne s’arrêtait pas.
Il fallut que l'autorité royale demande l’excommunication pour qu’il cesse ses spoliations et restitue (en partie seulement) les acquisitions malhonnêtes qu’il avait faites. Le pape Léon IX dut également intervenir. Le rang des médiateurs renseigne sur la puissance d’Etienne de Vaux et de ses premiers descendants.  Bien plus tard, les avoueries seront retirées à Jean de Joinville au profit du roi Louis IX.

## D’Étienne de Vaux à Jean de Joinville
- Étienne
- Geoffroy Ier
- Geoffroy II
- Roger
- Geoffroy III
- Geoffroy IV
- Geoffroy V
- Simon
- Jean

Le fief d'Étienne de Vaux, ancêtre d’une illustre famille, mariée aux Lorraine et aux Guise, sera érigé en principauté en 1551 par Henri II.